# Quand c'est bon ?… Il n'y a pas meilleur !
Quand c'est bon ?... Il n'y a pas meilleur ! est le nom d'une série d'émissions culinaires hebdomadaires qui a été diffusée par la chaîne de télévision française FR3 de 1987 à 1990, proposée et animée par François Roboth.

## Description
Elle était à l'époque de sa diffusion la seule émission culinaire de la télévision française à avoir été enregistrée en direct (sans montage, sans filage).
Elle revêt un intérêt documentaire particulier dans la mesure où de très nombreux grands chefs cuisiniers y ont été invités. « Les plus grandes sommités de la cuisine française, de Paul Bocuse à Gaston Lenôtre, en passant par Joël Robuchon, Alain Passard, Christian Constant, Élisabeth de Rozières, Bernard Loiseau, le chocolatier Jean-Paul Hévin, Jean-Pierre Vigato, Alain Dutournier, Michel Rostang, Jean Delaveyne, Alain Senderens, Claude Terrail et Pierre et Michel Troisgros, y ont été accueillis, ainsi que de nombreuses personnalités du monde artistique de Henri Salvador à Georges Moustaki en passant par Pierre Perret, Régine, Jacques Mailhot, Maurice Horgues, Jacques Martin, José Artur, Jean Yanne, Olivier Lejeune, Michou ou Rika Zaraï ».
Le centième numéro de la série fut marqué par la participation notamment de Joël Robuchon et de Jean Yanne.